# Andrea Niccolai
Pour les articles homonymes, voir Niccolai.
Andrea Niccolai, né le 9 novembre 1968, à Pistoia, en Italie, est un joueur et dirigeant italien de basket-ball. Il évolue durant sa carrière au poste d'arrière.

## Palmarès
- Coupe Korać 1992
- Champion d'Italie 1996-1997
- Supercoupe d'Italie 1997
- Vainqueur des Jeux méditerranéens de 1991